# علیرضا غنی‌زاده
علیرضا غنی‌زاده (زادهٔ ۱۳۴۳ در ارومیه) نمایندهٔ حوزهٔ انتخابیهٔ ارومیه در دورهٔ پنجم مجلس شورای اسلامی بوده‌است.